# 현릉 (고려 태조)
현릉(顯陵)은 개성특별시 해선리에 있는 태조 왕건과 그의 정실 왕후 신혜왕후의 무덤이다. 조선민주주의인민공화국의 국보 제179호로 지정되었다.

## 같이 보기
- 동명왕릉
- 조선민주주의인민공화국의 국보